# Université de Fianarantsoa
L'université de Fianarantsoa est une université publique de Madagascar. Le campus principal est sis à la sortie est de la ville de Fianarantsoa.

## Historique
L'université de Fianarantsoa a été fondée en 1977 en tant que centre universitaire régional de Fianarantsoa. Les cours ont commencé au lycée RAHERIVELO Ramamonjy avec une filière mathématiques et 126 étudiants, avant l'ouverture du campus universitaire d’Andrainjato en 1980. Le premier directeur du Centre Universitaire Régional était RAVELONANOSY Solo Max (1977-1979). Le 7 octobre 1988, le Centre Universitaire Régional de Fianarantsoa devient l'université de Fianarantsoa.

## Organisation
L’université de Fianarantsoa compte 160 enseignants-chercheurs, 600 personnels administratifs et techniques et 24 000 étudiants répartis entre 4 facultés, 3 écoles supérieures et 3 instituts. Le président actuel de l'université est HAJALALAINA Aimé Richard.
Les dix établissements qui constituent l'université de Fianarantsoa sont:
- La Faculté des Sciences
- La Faculté de Médecine
- La Faculté des Lettres et Sciences Humaines
- La Faculté de Droit, d'Économie de Gestion et des Sciences Sociales de Développement (DEGSS)
- L'École Nationale d'Informatique (ENI)
- L'École normale supérieure (ENS)
- L'École de management et d'innovation technologique (EMIT - site officiel)
- L'Institut des sciences et techniques de l'environnement (ISTE)
- L'Institut Confucius
- L'Institut Supérieur des Sciences et Technologies (ISST).